# Христо Младенов (кмет на Дупница)
 Тази статия е за кмета на Дупница.  За футболиста и футболния треньор вижте Христо Младенов.  
Христо Младенов е български либерал и русофил, кмет на Дупница.

## Биография
Христо Младенов е роден през 1840 година в Дупница, тогава в Османската империя. Привърженик е на Либералната партия на Драган Цанков. Избран е за кмет на Дупница през 1880 година. Заедно с градския лекар Георги Василияди създават медицинска служба и продължават административните и битови реформи за подобряване на градския живот. При втория си мандат между 1883 и 1884 година обновява градския семеен регистър. Христо Младенов умира през 1909 година в Дупница.